# Hold On (píseň, Alabama Shakes)
"Hold On" je první singl americké rockové skupiny Alabama Shakes z jejich debutového alba nazvaného Boys & Girls, který vyšel prostřednictvím vydavatelství Rough Trade Records dne 6. února 2012.

## Hudební videoklip
Hudební videoklip k písni "Hold On" měl premiéru 30. března 2012 na oficiálním kanálu skupiny na stránkách YouTube. Ve videoklipu pozorujeme skupinu hrající v garáži. Bubeník skupiny má na sobě triko, na kterém je napsáno "This Is Not A Earl Sweatshirt" (toto není Earl Sweatshirt - reference na známého muzikanta a zároveň shirt = triko).

## Přijetí písně kritikou
Skladba "Hold On" sklidila pozitivní reakce od většiny hudebních kritiků. Rolling Stone dokonce skladbu označil jako Nejlepší song roku 2012.
Zároveň byla píseň jmenována 11. Nejlepším singlem roku 2012 v anketě magazínu The Village Voice s názvem "40th annual Pazz & Jop poll". 

## Seznam skladeb
| Pořadí | Název   | Délka |
| ------ | ------- | ----- |
| 1.     | Hold On | 3:46  |

## Hitparády
| Hitparáda (2012–13)             | Nejvyšší pozice |
| ------------------------------- | --------------- |
| Flanders                        | 34              |
| Wallonia Tip                    | 23              |
| Kanada (Canadian Hot 100)       | 81              |
| Dutch100                        | 49              |
| Billboardhot100                 | 93              |
| US Rock Songs (Billboard)       | 15              |
| Billboard alternative songs     | 17              |
| USA Adult Pop Songs (Billboard) | 33              |

## Historie vydání
| Region             | Datum        | Formát            | Vydavatelství       |
| ------------------ | ------------ | ----------------- | ------------------- |
| Spojené království | 6. únor 2012 | Digitální stažení | Rough Trade Records |